# Renzo Bettini
Renzo Bettini (Ostiglia, 18 maggio 1913 – Agordo, 1º febbraio 1954) è stato un calciatore e allenatore di calcio italiano, di ruolo difensore.
Era il fratello del calciatore Gioacchino Bettini o Bettini I. Per questo motivo era conosciuto anche come Bettini II.

## Carriera
Dopo aver giocato nella FRAGD di Castelmassa, dal 1933 al 1936 gioca in totale con il Padova 82 partite segnando 4 gol, in 3 campionati di Serie A e Serie B. Dal 1936 al 1943 veste invece la maglia del Catania. Nella stagione 1945-1946 svolge il ruolo di allenatore-giocatore nella squadra del Giorgione, ottenendo un sesto posto.

## Palmarès

### Club

#### Competizioni nazionali
- Serie C: 2

Catania: 1938-1939, 1942-1943